# Sendražice (Kolín)

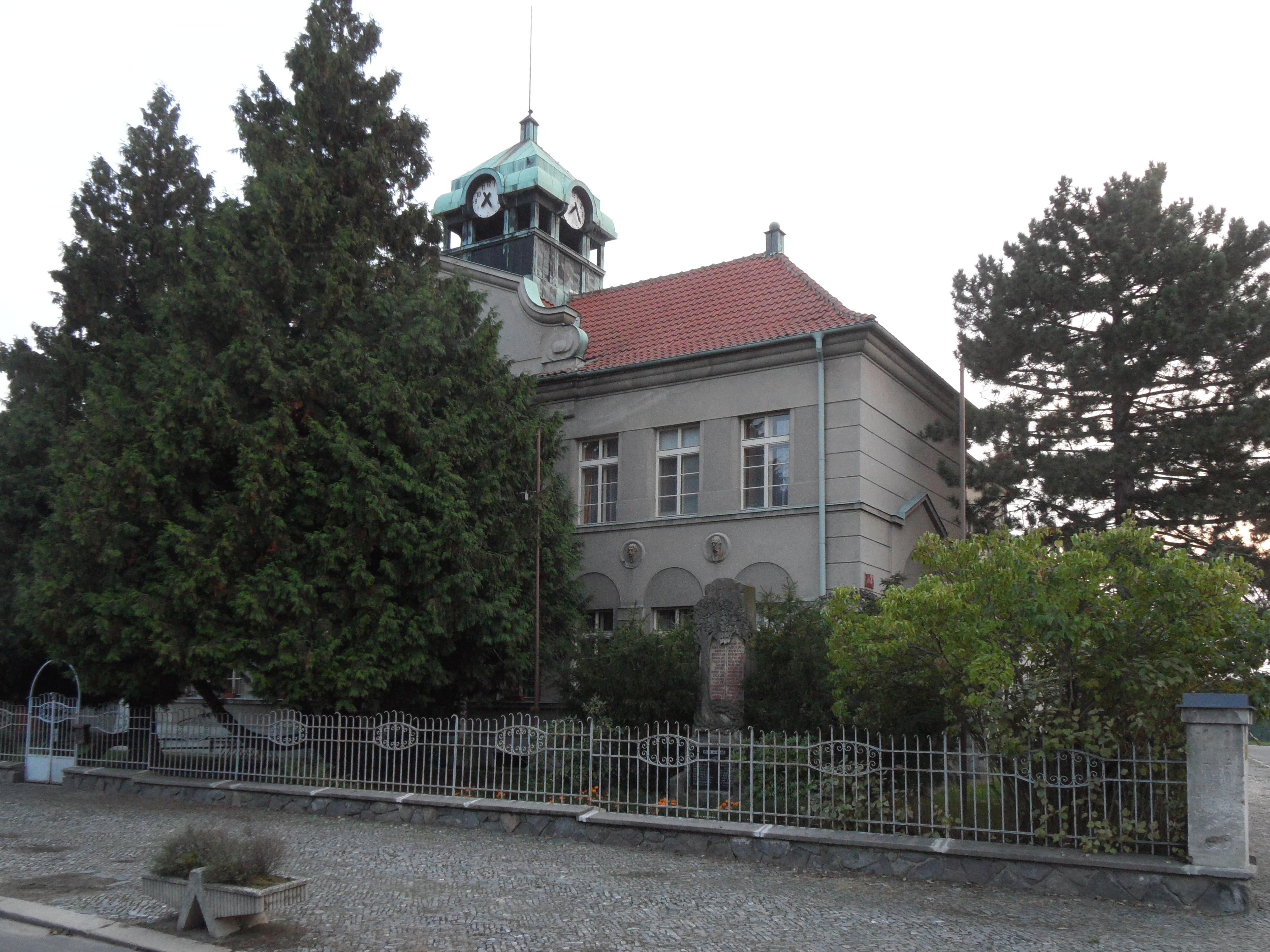
Grundschule

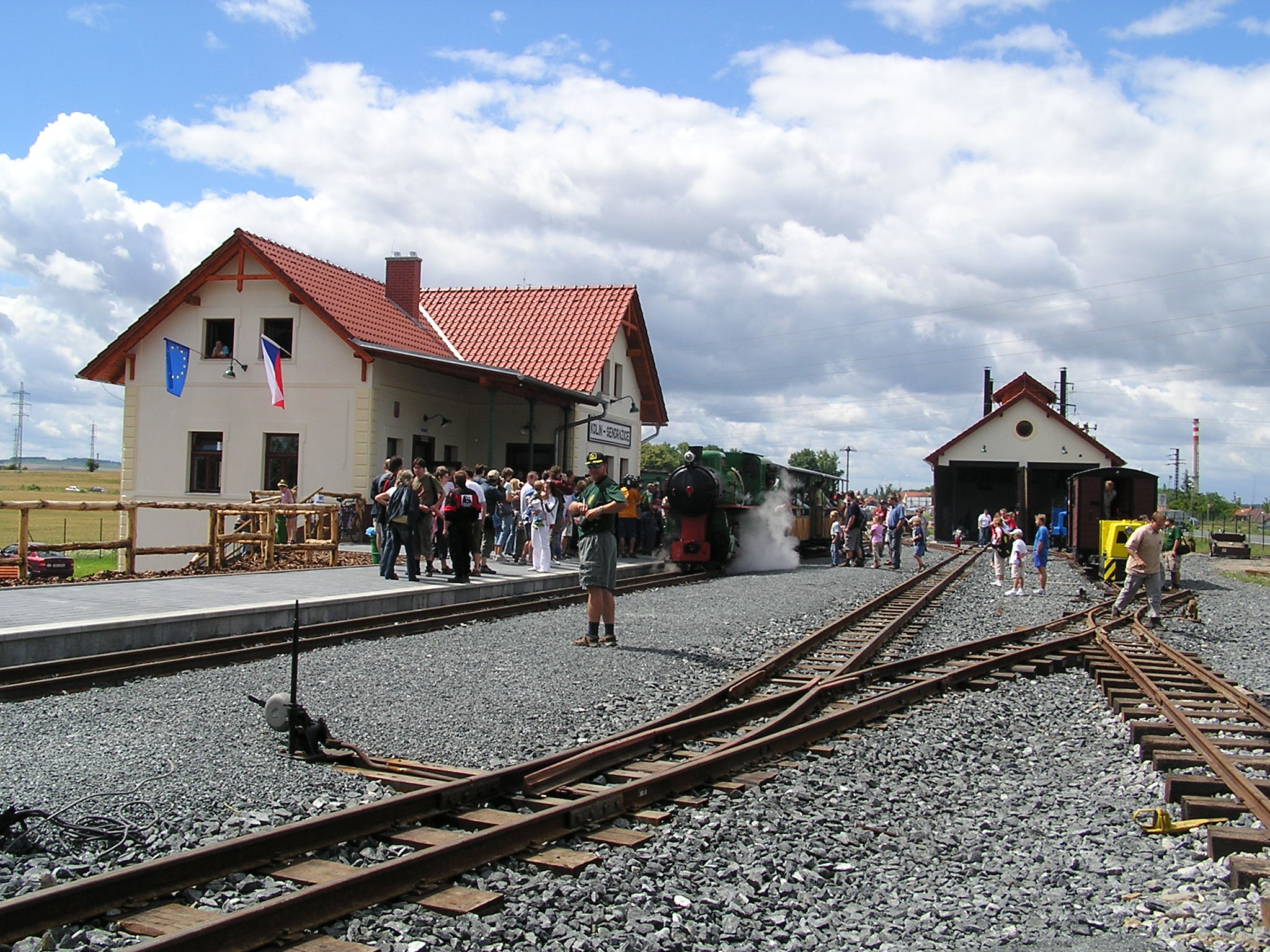
Museumsbahnhof der Kolíner Rübenbahn

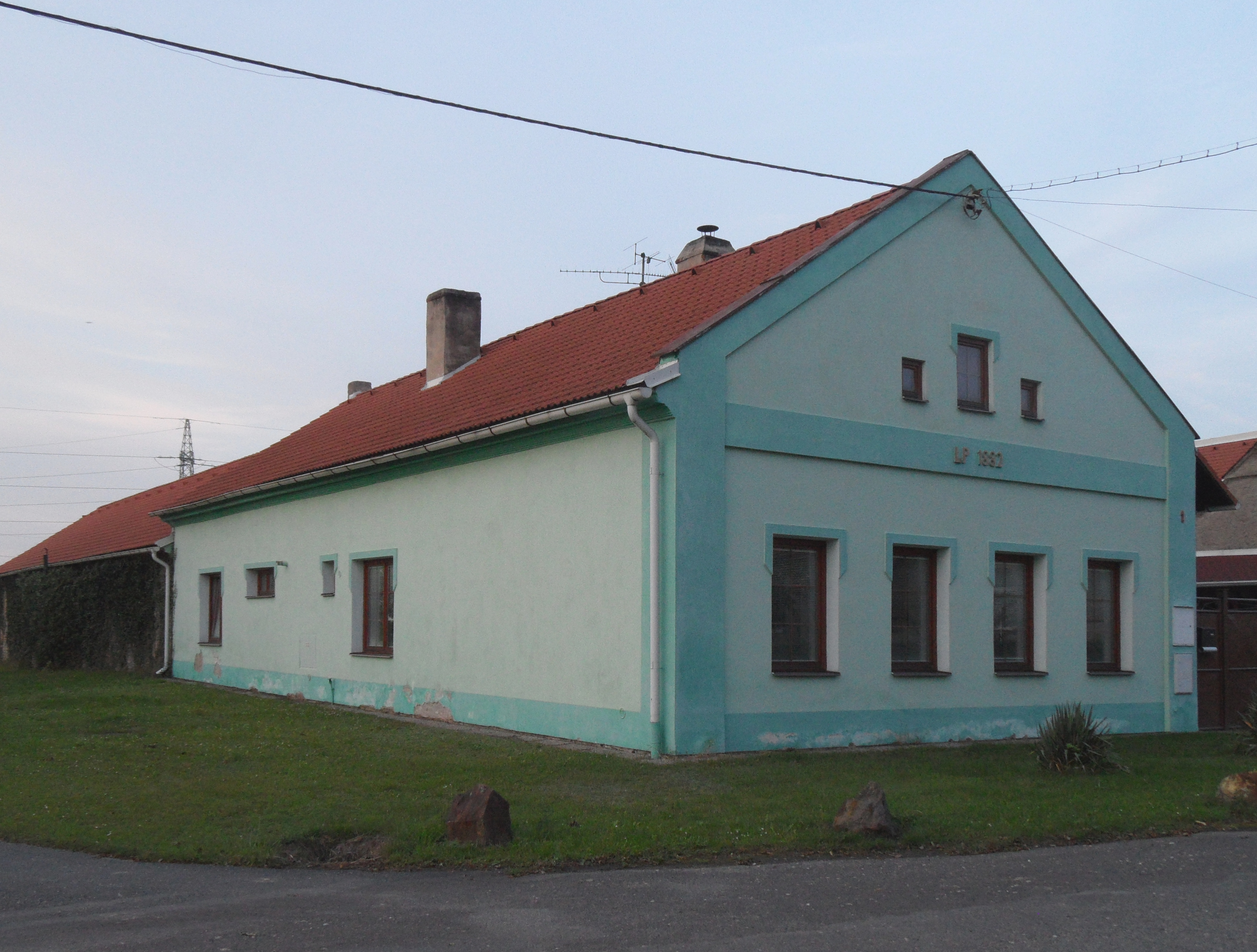
Gehöft Nr. 1

Sendražice (deutsch Sendraschitz) ist ein Ortsteil der Stadt Kolín in Tschechien. Er liegt drei Kilometer nördlich des Stadtzentrums von Kolín und gehört zum Okres Kolín.

## Geographie
Sendražice befindet sich am Bach Hluboký potok und dessen Abfluss Sendražický potok in der Středolabské tabule (Tafelland an der mittleren Elbe). Östlich und nördlich wird das Dorf von der Staatsstraße II/125 zwischen Kolín und Libice nad Cidlinou umfahren, von der die II/328 nach Městec Králové abzweigt. Westlich verläuft die Bahnstrecke Znojmo–Nymburk. Im Nordwesten erhebt sich die Chotule (206 m n.m.), südöstlich der Na Vinici (248 m n.m.). Gegen Norden erstreckt sich das Gelände der TPCA. 
Nachbarorte sind Velký Osek, Bačov, Karolín und Volárna im Norden, Jestřabí Lhota, Ovčáry und Františkov im Nordosten, Písečný Mlýn, Výrovna und Včelín im Osten, Nadávka, Konárovice und Tři Dvory im Südosten, Zálabí im Süden, Borky und Brankovice im Südwesten, Krakorec, Klavary und Hradišťko I im Westen sowie Jezeřany und Veltruby im Nordwesten.

## Geschichte
Die erste schriftliche Erwähnung des Dorfes Sendražice mit zwei Meierhöfen erfolgte im Jahre 1336 als Sitz der Zemanen von Sendražic, die auch das Kirchenpatronat in Jezeřany ausübten. Im Jahre 1398 besaßen die Brüder Václav und Mikuláš von Sendražic das Gut; 1414 gehörte es Janek, Václav und Mikuláš von Sendražic. Nachdem das Gut 1415 König Wenzel IV. zugefallen war, überließ er es an Sulek von Kozojed und Jan Nešpor von Královic. Im Jahre 1454 erhielt Václav von Sendražic einen der Höfe als Tilgung von Verbindlichkeiten. Ab 1461 gehörte das Gut Sendražice dem Mikuláš Bohdal von Rejšic, ab 1494 dem Jindřich Pešina von Maličín und Sendražic. In der Mitte des 16. Jahrhunderts wurde das Gut Sendražice der Kammerherrschaft Kolín zugeschlagen. Zu Beginn des Dreißigjährigen Krieges wurde das Dorf am 16. Oktober 1618 von der Kolíner Militärgarnison ausgeplündert und niedergebrannt. Aus der berní rula von 1654 ist ersichtlich, dass zu diesem Zeitpunkt der Wiederaufbau abgeschlossen war und kein Anwesen wüst lag. Kaiser Franz I. verkaufte die Kammerherrschaft Kolín 1829 an den Textilfabrikanten Jacob Veith. Veith, der in den erblichen Freiherrnstand erhoben war, verstarb 1833. Das Erbe, zu dem insgesamt drei Herrschaften gehörten, trat sein Sohn Wenzel Baron Veith († 1852) an.
Im Jahre 1843 bestand das im Kauřimer Kreis gelegene Rustikaldorf Sendraschitz bzw. Sendražice  aus 61 Häusern, in denen 470 Personen, darunter acht protestantische und eine jüdische Familie lebten. Eines der Häuser gehörte zum Gut Radowesnitz. Im Ort gab es ein Wirtshaus. Katholischer Pfarrort war Owčar, der Amtsort war Kaisersdorf. Bis zur Mitte des 19. Jahrhunderts blieb Sendraschitz der Herrschaft Kolin untertänig.
Nach der Aufhebung der Patrimonialherrschaften bildete Sendražice ab 1849 eine Gemeinde im Gerichtsbezirk Kolin. Veiths Erben verkauften die Güter 1862 an Franz Horsky. Horsky leitete umgehend eine Modernisierung der Landwirtschaft ein und ließ in den Jahren 1868–1870 in der Kolíner Elbe-Vorstadt eine neue Zuckerfabrik anlegen. Ab 1868 gehörte das Dorf zum Bezirk Kolin. Im Jahre 1869 begann die Österreichische Nordwestbahn westlich des Dorfes mit dem Bau der Eisenbahn von Kolín nach Jungbunzlau. 1869 hatte Sendražice 546 Einwohner und bestand aus 81 Häusern. Horskys Enkel Adolf Richter ließ 1894 eine schmalspurige Rübenbahn von der Zuckerfabrik über Sendražice zum Eleonorenhof anlegen, die er im Jahr darauf noch bis Jestřabí Lhota und zum Franzenshof verlängern ließ. Seit Beginn des 20. Jahrhunderts wuchs Sendražice immer weiter an. Das Dorf profitierte dabei von seiner Nähe zu Kolín, wo ein Großteil der Bewohner seinen Lebensunterhalt durch Lohnarbeit verdiente. Im Jahre 1900 lebten in Sendražice 776 Menschen, 1910 waren es 1050. 1930 hatte Sendražice 1450 Einwohner und bestand aus 307 Häusern. 1961 hatte Sendražice 1624 Einwohner. Die Rübenbahn wurde 1966 stillgelegt und rückgebaut. Am 1. Januar 1986 erfolgte die Eingemeindung nach Kolín. Beim Zensus von 2001 lebten in den 492 Häusern von Sendražice 1371 Personen. Seit 2007 verkehrt auf einem Teil der Rübenbahnstrecke eine Museumsbahn.

## Ortsgliederung
Sendražice besteht aus den Grundsiedlungseinheiten K Ovčárům, Sendražice und Sendražice-průmyslový obvod (anteilig).
Der Ortsteil bildet den Katastralbezirk Sendražice u Kolína.

## Sehenswürdigkeiten
- Museumsbahnhof der Kolíner Rübenbahn am östlichen Ortsrand, die schmalspurige Museumsbahn verkehrt über 4,2 Kilometer bis Býchory.
- Schule, erbaut 1918 nach Plänen des Architekten Jan Nedbal durch die ortsansässige Baufirma Třešňák-Mančal
- Bauernhof Nr. 1 mit Speicher, erbaut 1882
- Gedenkstein für die Gefallenen beider Weltkriege vor der Schule, enthüllt 1924 und 1947 um eine weitere Gedenktafel erweitert.
- Ehemaliges Denkmal der Roten Armee, errichtet in den 1950er Jahren, heute sind der rote Stern und die Inschriften entfernt,
- Gusseisernes Kreuz auf Sandsteinsockel, errichtet 1876